# Kingsburg

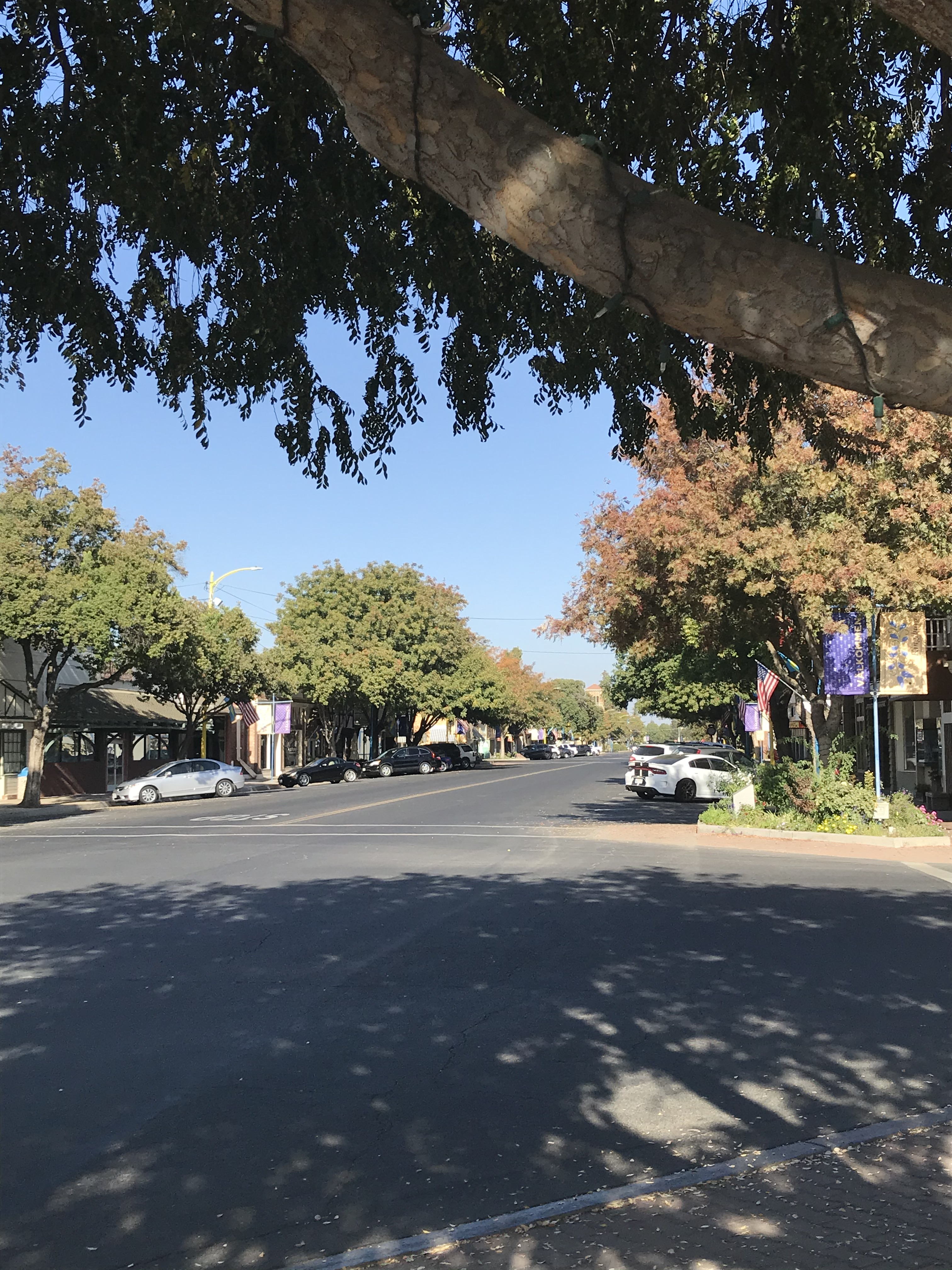
Downtown Kingsburg (2019)

Kingsburg ist eine Stadt im Fresno County im US-Bundesstaat Kalifornien mit 10.800 Einwohnern (Stand: 2004). Die geographischen Koordinaten sind: 36,52° Nord, 119,55° West. Das Stadtgebiet hat eine Größe von 6,1 km².

## Söhne und Töchter der Stadt
- Slim Pickens (1919–1983), Filmschauspieler

### In Kingsburg gewirkt
- Jimmy Johnson (1938–2024), American-Football-Spieler
- Rafer Johnson (1934–2020), Leichtathlet